# Emil Bergman
Emil Bergman (ur. 28 lipca 1908 w Gävle, zm. 13 kwietnia 1975 w Johanneshov) – szwedzki hokeista, reprezentant kraju w latach 1928–1934, mistrz Europy z 1928. Zdobył srebrny medal na ZIO 1928 w Sankt Moritz. Reprezentował klub Nacka SK. Król strzelców szwedzkiej ekstraklasy w sezonie 1930/1931.